# 評估中學習

## 與總結性評估的分別
評估中學習與總結性評估的分別，在於總結性評估的作用在於評估學生的學習，以瞭解學生對課題的掌握有多少。通常總結性評估的作用是作學生的報告(例如：編印成績表)使用。
評估中學習是以評估作為學習的一個正常部份，並透過讓學生參與評估活動(不論是做練習、表演話劇或其他活動)去獲取知識。而學生在學習的過程中，不單可以幫助他建構起他的學習方法，更可以讓老師觀察到自己的教學成效，從而改進自己的教學。

## 參看
- 學習評估
- Authentic assessment